# José Fernando Tavares (escritor)
José Fernando Tavares (Lisboa, 22 de maio de 1965), é um escritor, ensaísta e professor de Literatura e Latim.

## Biografia
Filho de Fernando Marques Tavares e Elvira da Costa Tavares nasceu a 22 de maio de 2065 em Lisboa, frequentou o Colégio de São João de Brito (1972 – 1983), licenciado em Línguas e Literaturas Modernas – variante de Estudos Portugueses, Universidade Autónoma de Lisboa, «Luís de Camões» (1989) com o trabalho de final de Curso: Damião de Gois e o Erasmismo, sob a orientação do Prof. Justino Mendes de Almeida. Concluiu o Curso de Ciências de Educação na mesma instituição. Mestre em Literatura Comparada, época contemporânea com a dissertação Fernando Pessoa e as Estratégias da Razão Política, sob a orientação da Professora Teresa Rita Lopes, na Faculdade de Ciências Sociais e Humanas da Universidade Nova de Lisboa (1994). Pós-Graduação em Estudos Literários Portugueses pela mesma instituição.
Em jovem (a partir de 1984) conviveu com: Baptista-Bastos (jornalista), Luís Pacheco (escritor), Herberto Hélder (poeta), Luís Pignatelli (poeta), José Afonso (músico), Vitorino Salomé (músico), Viriato Rocha (grande leitor) se encontravam na Taberna dos Galegos no Largo da Misericórdia e no café Águia d’Ouro (nas Escadinhas do Duque), uma época de grande aprendizagem do domínio literário, no período da formação. 
Conviveu, sem ser em tertúlias, com vultos importantes da Literatura Portuguesa: Fernando Namora, Manuel da Fonseca (escritor), José Gomes Ferreira (poeta), Augusto Abelaira, Urbano Tavares Rodrigues, António Ramos Rosa (poeta), Luísa Neto Jorge (poetisa), Nuno Bragança (ficcionista), Almeida Faria (ficcionista altamente premiado); Mário de Carvalho (ficcionista), Hélia Correia (ficcionista), Jaime Rocha (poeta), José Cardoso Pires (escritor) e o professor e filósofo Agostinho da Silva.

### Tertúlia Rio de Prata
O editor José Manuel Capelo, que era poeta, convidou-o para apresentar o livro O éco das palavras de 1991 de Ulisses Duarte e nessa altura conheceu-o.  Na época da Revista Literária Sol XXI, dirigida por Orlando Neves (1995) o poeta Ulisses Duarte chamou-o a integrar no corpo da Tertúlia Rio de Prata. Na Tertúlia conheceu os poetas António Manuel Couto Viana, Julião Bernardes, António Vera que veio a tornar-se um dos seus maiores amigos ao mesmo nível de Julião Bernardes e de Ulisses Duarte. É uma Tertúlia formada por pessoas que gostam de poesia e gosta de falar sobre poesia. Pessoas com uma idade já um pouco avançada de 60, 70, 80, por aí e não só.
É solicitado para fazer a apresentação em inúmeros lançamentos de livros no domínio literário, principalmente de poesia e alguns de ficção, na inauguração de diversas exposições da pintura e uma de fotografia: «A reinvenção da cidade: história e transfiguração», texto do catálogo da exposição de Luís Dias intitulada Lisboa & Berlim, realizada em Lisboa na Biblioteca da Escola Secundária de São João da Talha em maio de 2021.

## Atividade didática
1987-88 monitor da cadeira de Cultura Portuguesa II, na Universidade Autónoma de Lisboa.
1991-92 nas Escolas António Arroio e Machado de Castro) (hoje convertida em Escola de Hotelaria). Nesta última fez a sua profissionalização para a docência do Ensino Secundário.
1994 professor efetivo do Ensino Secundário na Escola Secundária do Cadaval, destacado na Escola Secundária de São João da Talha, onde se encontra presentemente, como docente das disciplinas de Português e de Latim.
1994-1995 regeu as cadeiras de Literatura Comparada e de Teoria da Literatura na Universidade Autónoma de Lisboa.
1995-96 assistente do Professor Doutor Álvaro Manuel Machado na cadeira de Literatura Comparada na Universidade Autónoma de Lisboa.
1996-97 ministrou a cadeira de Literatura Portuguesa III, época medieval;
1999-2003 no Instituto Piaget, Campus Universitário de Almada, ministrou, as cadeiras de Língua e Cultura Portuguesa, Evolução da Comunicação Linguística e Literatura Infanto-Juvenil e Expressão Poética.

## Atividade jornalística

#### Publicou nos jornais
Diário Popular; O Jornal; Diário; Diário de Notícias; Letras & Letras; Jornal de Letras, Artes e Ideias; Jornal do Vale do Tejo; Artes & Artes; Signo, Jornal de Letras e Artes de Ponta Delgada; revista Ínsula, de Ponta Delgada; revista Ler; revista Sol XXI; revista Boca do Inferno; revista O Escritor; revista Ego; revista Latitudes, publicada em Paris, entre outros.

### Entrevistou os escritores
Baptista Bastos, Urbano Tavares Rodrigues, António Ramos Rosa, Augusto Aveleira, Fernando Namora, Hélia Correia, Lídia Jorge, Artur Varatojo a propósito da literatura policial, Carlos de Oliveira, Virgílio Ferreira.

## Artigos

### Crítica literária
- Realidade cultural e novo imaginário[2]

- Situação de João Gaspar Simões na cultura portuguesa contemporânea[3]

- Matéria e anti-matéria da poesia[4]

- A crítica face aos autores [5]

- Reflexão sobre o pensamento de António Quadros.[6]

- A inquietação, a dor e o riso na obra de Manuel Laranjeira[7]

- Fernando Pessoa e a literatura policial [8]
- Fernando Namora: o nosso olhar é fundamental para ver a profundidade das coisas [9]

- Torga e o riso [10]

- Dom João de Castro e a génese do fenómeno sebástico [11]

- Uma leitura esotérica de Nome Para Uma Casa de Fernando Namora [12]

- Notas em torno da poesia de Alberto de Lacerda [13]

- As impressões do crepúsculo: apontamento sobre a poesia de João Maria-Nabais [14]
- Vergílio Ferreira: deus, razão, mistério [15]
- A aprendizagem da terra – notas em torno do imaginário cultural de João de Araújo Correia [16]
- Ulisses Duarte – um poeta da liberdade [17]
- 'A Curva da Estrada de Ferreira de Castro – psicologia social e conflito interior [18]
- Justificação e louvor da obra de José Saramago [19]
- Do imaginário social ao realismo fantástico na obra de José Cardoso Pires [20]
- Eduardo Lourenço – poética e metafísica [21]
- Orlando Neves – um exemplo de criação total na literatura portuguesa contemporânea [22]
- A universalidade poética na pintura de Miguel Barbosa [23]
- António Manuel Couto Viana – um embaixador da poesia [24]
- A construção da diegese no conto ficcional – o exemplo de Eça de Queirós [25]
- João Rui de Sousa – o corpo como metáfora da existência [26]
- A gnose franciscana e paraclética de Agostinho da Silva [27]
- A intencionalidade poética em Cesário Verde [28]
- Os elementos simbólicos no pensamento de António Quadros [29]
- Jaime Cortesão – a epopeia portuguesa e a mística franciscana [30]
- Delfim Santos – sentido da cultura e destino humano [31]
- Memória breve de uma aventura literária[32]
- A noção de epopeia nos opúsculos latinos de Damião de Góis [33]
- Uma interpretação do romance histórico contemporâneo [34]
- Reflexão crítica e contemporaneidade – Balanço do ensaio literário publicado em Portugal em 2002 [35]
- Saudosismo literário e contemporaneidade: a confluência do saber e do tempo – Balanço do ensaio literário publicado em Portugal em 2003 [36]
- A paixão de São Paulo segundo Pascoaes [37]
- Da experiência como invenção – uma leitura de Photomaton & Vox de Herberto Helder [38]
- Entre a “corda” e o “coração”: breves considerações sobre a poesia de António Vera» [a propósito do livro De Amor e Desengano, Lisboa, Colibri, 2005] [39]
- A poesia portuguesa contemporânea: o domínio da tradição sobre a modernidade – Balanço da poesia publicada em Portugal em 2005 [40]
- 'O Deserto Habitado, ou o advento do homem novo [41]
- Fragmentação e intensidade [42]
- Figurações neo-realistas e realismo poético na obra plástica de Dorindo Carvalho [43]
- Breve nota de leitura sobre O complexo de Lúcifer de Maria José Vera [44]

## Crítica de arte
- O sentido metafísico da natureza na pintura de Jorge Calero [pintor colombiano] [45]
- Guillermo Velez [pintor colombiano] – a pintura como paixão universal [46]
- A imagem da mulher na pintura de Armanda Andrade [47]
- Jorge Calero : pintura [48]
- Dorindo Carvalho: o “sentido trágico dos limites” [49]
- A Viagem dos Argonautas [50]

## Ensaios críticos
Sob o signo da modernidade – Balanço do ensaio literário publicado em Portugal em 2001 
Breve nota de leitura sobre O complexo de Lúcifer de Maria José Vera 

## Obras anotadas

### Romance (novela)
Kauchemar, o touro vermelho, fábula pós-nuclear,  Lisboa, Rolim, 1985.
Livro subsidiado pelo Fundo de Apoio à Edição de Autores Portugueses e instituído pela Fundação Calouste Gulbenkian. Novela escrita aos 19 anos e publicada aos vinte. É uma tentativa de aproximação à fantasia heroica ao modo de Tolkien (autor do livro O Senhor dos Anéis). A personagem principal anda á procura dele próprio. É uma recriação livre da condição do Minotauro, é a personagem que anda em busca de si próprio sem o saber. O labirinto é o palácio oscilante onde ele chega.

### Teatro
Prometeu, ensaio dramático, Lisboa, Universitária, 1997.
Uma recriação livre do Prometeu agrilhoado de Ésquilo. Trata a condição humana na sua demanda pela vida. Peça acaba com uma referência à morte como sendo o princípio de tudo. 
É levada à cena, pelo Teatro da Universidade Nova de Lisboa, a sua peça Prometeu, a convite do encenador Carlos Fogaça, recriada a partir do texto clássico de Ésquilo em 1987.

### Teoria da Literatura
Para uma poética da leitura, Ponta Delgada, Eurosigno, 1991, 2ª ed.: Lisboa, Universitária Editora, 1999.
Uma reflexão sobre o ato de ler como forma de criação. O leitor visto como criador.
A letra do espírito, estudos sobre a experiência do imaginário, Lisboa, Universitária, 1996.
Um conjunto de ensaios onde se procura realçar o imaginário particular de cada autor.
A Paisagem Interior I – Crítica e Estética Literárias, Lisboa, Instituto Piaget, 2000
A Paisagem Interior II – Metamorfoses do Imaginário no Ocidente, Lisboa, Instituto Piaget, 2005.

### Monografias
Damião de Góis, um Paradigma Erasmiano no Humanismo Português. Lisboa, Universitária, 1999.
Uma biografia de Damião de Góis, uma visão da vida e da relação que ele teve com os humanistas europeus do seu tempo.
Poética da canção de Coimbra: sua especificidade e autonomia no contexto histórico da poesia portuguesa(1850-2008) (coautor – junto com Fernando Murta Rebelo, Lisboa, Edições Piaget, 2014.
E uma análise hermenêutica de toda a poesia portuguesa que foi cantada em Coimbra desde o século XIX até aos anos 2010.
A Poesia de A. Oliveira Cruz, ou a Revelação do Abismo, Lisboa, Instituto Piaget, 2004.

## Ensaios
Fernando Pessoa e as estratégias da razão política, Lisboa, Inst. Piaget, 1998.
Um ensaio acerca do pensamento político de Pessoa. Ele foi muito instável nas suas crenças políticas. Começou por defender o regime de Salazar e depois acabou por renega-lo completamente. Ele fala um pouco sobre outros regimes políticos: o socialismo, liberalismo, fala sobre as grandes civilizações políticas: desde a civilização grega, romana, germânica até hoje. É uma reflexão muito pontual sobre reflexões variadas e sem continuidade sobre todas as doutrinas política encontradas na obra de Fernando Pessoa.
A Heresia Humanista – ensaio sobre as paixões de fim de século, Lisboa, Instituto Piaget, 2002.
É um pequeno tratado sobre epistemologia e filosofia. É uma reflexão acerca do grotesco, do monstruoso, de tudo o que é obscuro na civilização humana. A heresia está ligada às paixões humana que subvertem a corrente humanista da civilização.
Fernando Pessoa: da Razão Histórica à Utopia Teleológica – Introdução a uma teoria da história, Lisboa, Universitária Editora, 2002.
O reflexo de Deus na poesia de António Oliveira Cruz; ensaio de interpretação do significado eidético e simbólico de cantares de amigo I e II : lira minha lira e cântico dos cânticos /. Lisboa, Instituto Piaget, 2008.
Acto Poético e Intenção Filosófica; ensaios sobre a poesia de A. Oliveira Cruz, Lisboa, Piaget, 2014.
Uma reflexão sobre a relação entre poesia e filosofia. Porque o autor é acima de tudo um poeta. A poesia do filósofo é uma do pensamento.

## Prefácios críticos
- Nota introdutória a Machado de Assis: Memorial de Aires[53];
- A dimensão psicológica em Dom Casmurro de Machado de Assis[54];
- Da tradição à modernidade: a continuidade dos valores humanos na expressão literária[55];
- Excurso mitocrítico pela poesia brasileira[56];
- O cosmopolitismo poético de Henrique Madeira[57];
- Poesia e erotismo[58];
- Situação da arte na compleição do tempo[59];
- 'Helena de Machado de Assis: entre o folhetim e o romance[60], in Machado de Assis: Helena, Lisboa, Universitária Editora, 1999.
- 'Quincas Borba, ou o esplendor do folhetim[61];
- A crítica literária como ciência do espírito: imaginário e identidade[62];
- A palavra explosiva: do grito à luz[63], in Maria do Sameiro Barroso: Jardins Imperfeitos, Lisboa, Universitária Editora, 1999.
- Manuela Amaral e o concerto universal[64];
- Poesia e loucura: sabedoria e transfiguração[65]
- Esteves, Fernanda Godinho, Dança da reflexão, pref. José Fernando Tavares, Lisboa, Universitária, 2000.
- A imagem do homem e da terra em O Cortiço de Aluísio de Azevedo[66]
- Fernando Henrique de Passos: entre o espírito dionisíaco e o espírito apolíneo[67]
- «Prefácio» a Joaquim Carlos Araújo: Pedagogia e Prática do Trabalho de Projeto, Lisboa, Plátano Editora, 2005.
- Crise da democracia ou crise do humanismo?[68]
- «Sob o signo da perda: transmutações e metamorfose em Estrofes Elementares» in António Vera in António Vera, Estrofes elementares – poesia, , ed. Fernando Mão de Ferro, Lisboa, Colibri, 2007, pp.7-13.
- Arte das ideias / Pacheco de Miranda Santos ; pref. José Fernando Tavares ; posf. Abílio Peixoto. - 1ª ed. - [Santo Tirso] : Editorial Novembro, 2009.
- Do amor como expressão de santidade na poesia de António Vera[69]
- Consciência histórica e consciência poética: uma leitura de Folha a Folha os Dias de António Vera[70];
- Ato poético e expressão do absoluto[71];
- Poesia e tempo: entre a melancolia e a esperança[72];
- Ensaio introdutório, António Vera (1923-2012) A "recuperação" de um filão poético[73].

## Edição e Coordenação
Do pensar e do dizer, antologia poética / A. Oliveira Cruz; selec. e pref. José Fernando Tavares, ilustração Dorindo Carvalho. Lisboa, Instituto Piaget, 2003. 
Obra completa de António Vera, coordenada por Maria José Martins de Azevedo e José Fernando Tavares, vol. I e II, Lisboa, Calçada das Letras, 2023.
Ser semente e em fruto si mesmo transformado; Homenagem e Tributo ao Poeta António Vera no Ano do seu Centenário, org. Maria José Martins de Azevedo, José Fernando Tavares e colab. de Julião Bernardes, Lisboa, Calçada das Letras, 2023.
Joaquim de Montezuma de Carvalho, Do Tempo e dos Homens I – Da história literária à história da cultura, Lisboa, Instituto Piaget, 2008.

## Conferências
Algumas palavras a propósito de uma monografia sobre a ilha de São Jorge 
A inquietação, a dor e o riso na obra de Manuel Laranjeira 
O sebastianismo em Sampaio Bruno 
O movimento do Orpheu e a estética da desconstrução 
O movimento presencista e a consciência crítica
Fernando Pessoa e a literatura policial 
O pensamento político de Fernando Pessoa I e II 
João de Araújo Correia: a aprendizagem da terra 
Aspectos da poesia contemporânea 
O apelo oceânico na poesia de Mário Machado Fraião 
A poesia de Alberto de Lacerda
O pensamento português contemporâneo»: sabatina 
Um embaixador da poesia: António Manuel Couto Viana 
A Casa do Espírito: uma leitura esotérica da poesia de Fernando Namora 
Jorge de Sena e a trindade poética 
Fernando Pessoa: da razão histórica à utopia teleológica 
Crítica e metacrítica em Machado de Assis 
'A Curva da Estrada de Ferreira de Castro: psicologia social e conflito interior 
A memória de Federico García Lorca na poesia portuguesa: breve abordagem a uma antologia 
Do formalismo seiscentista ao espírito do Iluminismo na expressão literária de língua portuguesa 
Situação de António Feliciano de Castilho na mentalidade do seu tempo 
Do imaginário romântico ao psicologismo individual em Machado de Assis 
Depoimento em jeito de prefácio sobre a poesia de Carlos Carranca 
A noção de epopeia nos opúsculos latinos de Damião de Góis 
O romance Amadeo, de Mário Cláudio: uma viagem ao espírito do Modernismo português 
A arte de “plantar a flor do espanto”: breve reflexão sobre a poesia de Manuel Madeira
Ana Hatherly: da poesia visual ao experimentalismo poético 
A Poesia portuguesa contemporânea: o domínio da tradição sobre a modernidade – Balanço da poesia publicada em 2005 
A recepção de Octavio Paz na Poética de A. Oliveira Cruz: os Haikai e a fusão epistemológica Oriente-Ocidente 
Habitar a voz do infinito 
'O Ser Mais Real de A. Oliveira Cruz ou o eterno conflito entre o ser e o nada 
Da contemplação do horizonte enquanto acto criador 
Poética e Pedagogia: a busca do sentido 
Poesia e paz 

## Palestras no estrangeiro
O esoterismo de Fernando Pessoa 
Fernando Pessoa e a virtualidade dos seus heterónimos 
Discurso laudatório 

## Outras atividades
É co-fundador, com um pequeno grupo de colegas do Colégio de São João de Brito (entre os quais vieram a destacar-se os nomes de Rui Verde e de Gil Antunes) da revista Espiral, revista generalista de cunho católico da qual viriam a ser publicados três números entre 1981 e 1982. Foi nessa revista «escolar» que publica os seus primeiros textos.
Em 1987 é o responsável pela área de Literatura da Primeira Mostra Portuguesa de Artes e Ideias, instituído pelo Clube Português de Artes & Ideias.
É levada à cena, pelo Teatro da Universidade Nova de Lisboa, a sua peça Prometeu, a convite do encenador Carlos Fogaça, recriada a partir do texto clássico de Ésquilo em 1987. A peça Prometeu – ensaio dramático, foi publicada em Lisboa, pela Universitária Editora, em 1997. O pintor Celso de Oliveira Júnior pintou expressamente para esta peça três quadros a óleo sobre tela.
Em 1988 foi convidado pelo realizador da RTP, Nelson Pinto, a escrever o argumento cinematográfico do filme intitulado O Outro Lado, cujos direitos autorais estão devidamente registados;
Está representado numa antologia de contos fantásticos, de autores portugueses e estrangeiros, intitulada Terrortório, Lisboa, Edições Europress, 1989.

Organiza em 2022 a sua primeira exposição temática na Escola Secundária de São João da Talha intitulada «Gabinete de Curiosidades da Literatura Europeia e Anglo-Saxónica», onde expõe alguns artefactos da sua coleção, relacionados com outras tantas obras da literatura europeia e anglo-saxónica.

## Sobre o autor
Guedes, Tereza Moura, António Vera — Estrofes Elementares, recensão crítica publicada in Colóquio Letras, da Fundação Calouste Gulbenkian em 23.06.2008.
Joaquim Carlos Araújo: «O Impressionismo Literário da Erudição. Resenha Crítica de A Heresia Humanista - Ensaio sobre as paixões de fim de século de José Fernando Tavares», in revista Vértice, setembro-outubro de 2004, II série, pp. 75-82.